# Shimada Saburō

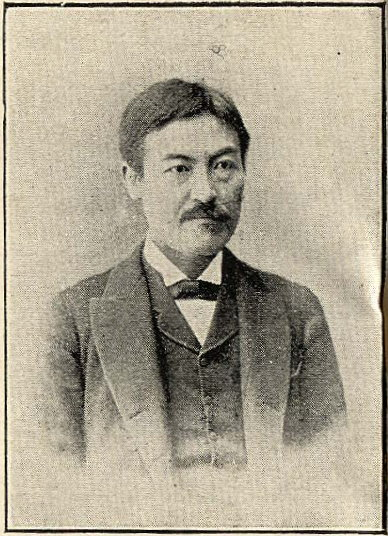
Shimada Saburō

Shimada Saburō (japanisch 島田 三郎; * 12. Dezember 1852 in Edo; † 14. November 1923 in Tokio) war ein japanischer Journalist und Politiker während  der Meiji- und Taishō-Zeit.

## Leben und Werk
Shimada Saburō war ein Samurai aus der Präfektur Shizuoka. Er studierte an der Schule dea Bakufu und an der Militärakademie Numazu. – Nach der Meiji-Restauration wurde er 1874 Herausgeber der Zeitung „Yokohama Manichi Shimbun“ (横浜毎日新聞), der späteren „Tōkyō Mainichi Shimbun“, deren Präsident er letztlich wurde.
Shimada erhob seine Stimme in der Bewegung für das Volksrecht, und nach einem Zwischenspiel in der Verwaltung, das mit der politischen Krise 1881 endete, trat er der Partei Rikken Kaishintō (立憲改進党) bei. Shimada wurde ab 1890, als die neue Verfassung mit gewähltem Parlament in Kraft trat, nacheinander 13-mal wiedergewählt. Er war ein begnadeter Redner, arbeitete mit den Parteien Shimpotō (進歩党), Kensei Hontō (憲政本党), Rikken Dōshikai (立憲同志会) und Kenseikai (憲政会) zusammen, wobei er sich von den parteilichen Hauptrichtungen fernhielt.
Durch seine journalistische Arbeit, durch seine Bücher und durch seine parlamentarische Tätigkeit wurde er bekannt als Kämpfer für soziale Gerechtigkeit, für allgemeines Wahlrecht, gegen Prostitution und gegen Umweltverschmutzung, wie sie sich bei dem Ashio-Kupferbergwerk zeigte. Er war gegen jegliche Korruption in der Politik und unterstützte vehement die Klage gegen Hoshi Toru im Zusammenhang mit dem Siemens-Skandal.

## Werke (Auswahl)
- Shimada Saburō: Kaikoku shimatsu: Ii Kamon no Kami Naosuke den (開國始末: 井伊掃部頭直弼傳.) Yoronsha (輿論社), Tokyo 1888.
- Shimada Saburō: Jōyaku kaiseiron (条約改正論), Hakubundō (博文堂), 1889